# Arrie
Arrie – miejscowość (tätort) w Szwecji, w regionie administracyjnym (län) Skania, w gminie Vellinge.
Według danych Szwedzkiego Urzędu Statystycznego liczba ludności wyniosła: 212 (31 grudnia 2015), 213 (31 grudnia 2018) i 217 (31 grudnia 2019).